# 石灰铺镇
石灰铺镇，是中华人民共和国广东省清远市英德市下辖的一个乡镇级行政单位。

## 行政区划
石灰铺镇下辖以下地区：
石灰铺社区、石灰村、子塘村、美村、勤丰村、美光村、光明村、惟东村、友联村、保安村、独山村、新联村、竹田村、大田村和三门村。